# ایستگاه اعداد

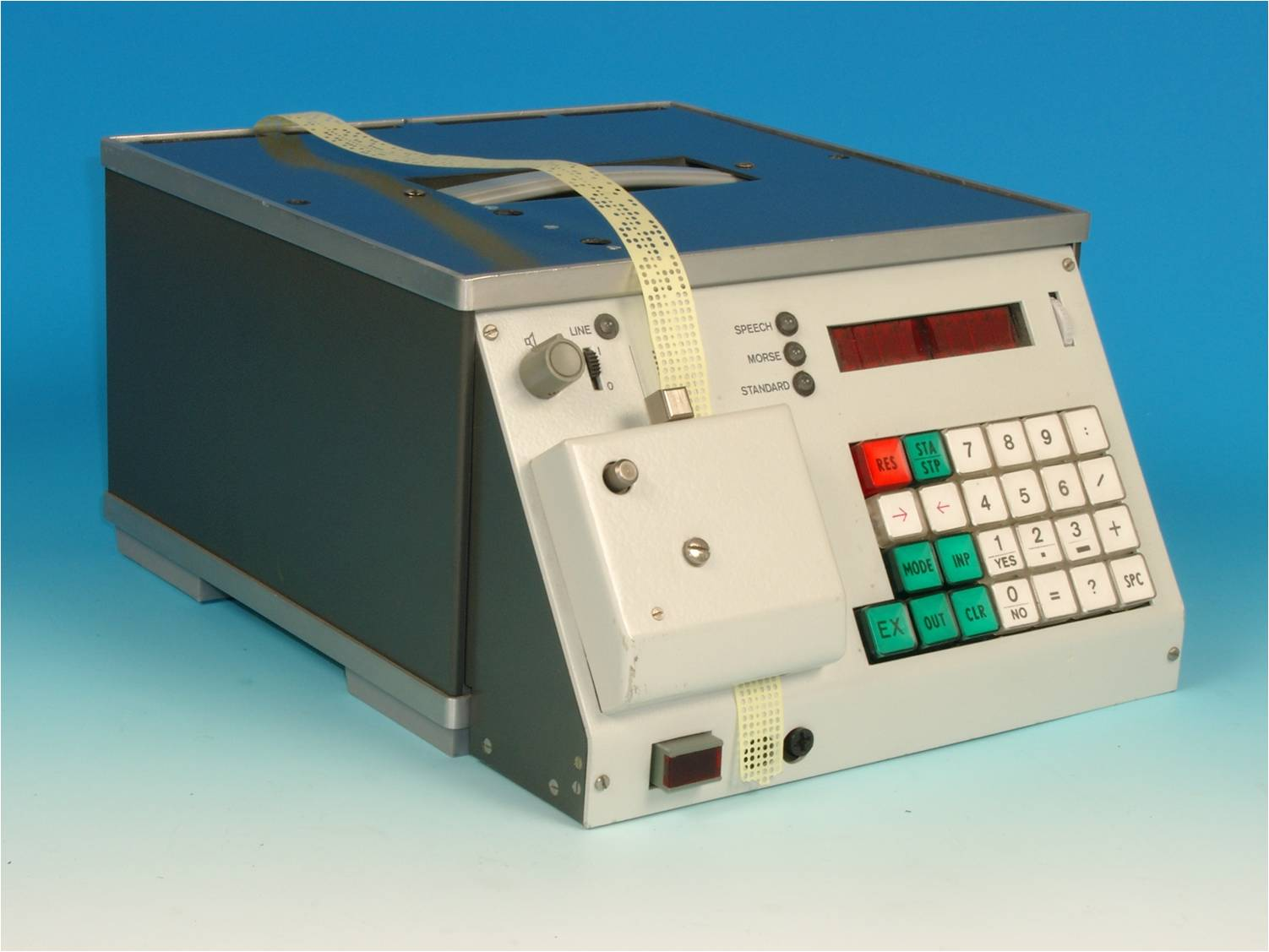
ژنراتور مورس که در ایستگاه اعداد مورد استفاده قرار میگرفته است.
این ژنراتور Speech-Morse در مقر MfS آلمان شرقی فرستنده‌های موج کوتاه (ایستگاه‌های اعداد) را در Zeesen/GDR تعدیل می‌کرد.

ایستگاه اعداد به ایستگاه‌های رادیویی موج کوتاهی گفته می‌شود که در آن‌ها معمولاً یک نفر در حال خواندن یک سری اعداد است که می‌توان آن‌ها را پس از کدگشایی به یک پیام معنادار تبدیل کرد. از کاربردهای احتمالی این ایستگاه‌ها، ارتباط کشورها جاسوس‌هایشان در نقاط دیگر جهان است. جاسوسان با در اختیار داشتن کلید رمزگشایی این کدها می‌توانند پیام آن را متوجه شوند.
شیوهٔ رایج پیام‌های این ایستگاه‌ها به این صورت است که یک نفر (مرد، زن یا یک ربات) پیامی حاوی اعداد را بین چند واژهٔ معین در ابتدا و انتها قرائت می‌کند. این پیام ممکن است به هر زبانی باشد. اعداد معمولاً به صورت گروه‌های پنج، چهار یا سه‌تایی خوانده می‌شوند. این پیام که از طریق فرکانس‌های ثبت‌نشده پخش می‌شود، چندین بار تکرار می‌گردد؛ فاصلهٔ این تکرارها ممکن است چند دقیقه باشد و تکرار بعدی با فرکانسی کمی متفاوت پخش شود. هیچ کشور یا سازمانی تا کنون مسئولیت ارسال این پیام‌ها را بر عهده نگرفته است و کمیسیون ارتباطات فدرال نیز در مورد آن‌ها اظهار بی‌اطلاعی کرده. ایستگاه‌های رادیویی مشابهی نیز هستند که به جای اعداد از کدهای مورس استفاده می‌کنند.